# Vasile Maciu
Vasile Maciu (n. 30 decembrie 1904, Caracal, județul Romanați, astăzi județul Olt – d. 14 februarie 1981, București) a fost un istoric român, membru corespondent (1963) al Academiei Române.

## Distincții
- Ordinul Muncii clasa a II-a (13 octombrie 1964) „cu prilejul aniversarii a 100 de ani de la înființarea Universității din București, pentru activitate îndelungată, contribuție în dezvoltarea științei și merite deosebite în dezvoltarea învățămîntului superior”[3]
- titlul de Profesor universitar emerit al Republicii Socialiste România (26 iunie 1969) „în semn de prețuire a personalului didactic pentru activitatea meritorie în domeniul instruirii și educării elevilor și studenților și a contribuției aduse la dezvoltarea învățămîntului și culturii din patria noastră”[4]
- Ordinul „23 August” clasa a III-a (16 decembrie 1972) „pentru merite deosebite în opera de construire a socialismului, cu prilejul aniversării a 25 de ani de la proclamarea Republicii”[5]